# Emi Kawabata
Emi Kawabata (japanska: 川端 絵美, Kawabata Emi), född 13 februari 1970 i Sapporo, är en japansk tidigare alpin skidåkare.
Kawabata debuterade i världscupen i februari 1991. Hon har där hittills en tredje plats, i störtlopp i St. Anton december 1993.  I världsmästerskapen 1989 i Vail tog hon en 5:e plats i störtlopp. Hon deltog i olympiska vinterspelen 1988, 1992 och 1994.